# Forumski spam
Forumski spam, vrsta neželjena sadržaja poslan unutar poruke na internetskom forumu. Neželjeni sadržaj (spam) obično se sastoji od oglasa, reklama, poveznica na zloćudne internetske stranice, zloporabni sadržaj ili jednostavno troliranje porukama ili preplavljivanjem. Pošiljatelj može biti stvarna osoba neodgovorna ili bezobzirna ponašanja, koja samo jedno namjerava: da čitatelji budu izloženi tom sadržaju te ga silom prilika pročitaju, premda ga čitatelji nisu željeli niti išta htjeli imati s time, odnosno da čitateljima i sudionicima bude ometen tok diskusije. Pošiljatelj može biti bot specijaliziran za tu namjenu, tzv. spambot. Protiv spama se bori uspostavljanjem i redovnim nadograđivanjem internih crnih lista (suradnika i ključnih riječi) ili korištenjem servisa crnih lista (eng. blacklisting service) koji su slični DSNBL-u, dosjetkama kojim se zbunjuje botove, zatim mehanizmima nadzora prijavljivanja i registriranja poput CAPTCHA, izbora imena i adresa i davatelja e-pošte, ograničenjima broja poruka unutar neke vremenske jedinice, nadzorom preplavljivanja i dr.

## Vanjske poveznice
- Spamjudge  Arhivirana inačica izvorne stranice od 15. listopada 2019. (Wayback Machine) Primjeri forumskog spama